# Рыков (Стрыйский район)
Рыков (укр. Риків) — село в Козёвской сельской общине Стрыйского района Львовской области Украины.
Население по переписи 2001 года составляло 346 человек. Занимает площадь 0,64 км². Почтовый индекс — 82643. Телефонный код — 3251.